# Родезийские силы безопасности
Родезийские силы безопасности (англ. Rhodesian Security Forces) — название вооружённых сил Родезии, существовавших с 4 июля 1965 по 12 декабря 1979 года. РСБ включали в себя ВВС, СВ, полицию и различных сотрудников, связанных с МВД Родезии. Несмотря на экономические санкции и дипломатическую изоляцию, Родезия смогла развить мощный военный потенциал; в июне 1977 года журнал Тайм сообщил, что «Родезийская армия входит в число лучших боевых подразделений мира».
Родезийские силы безопасности 1964—1979 годов ведут свою историю от военизированных сил частной фирмы «Британская южноафриканская компания», созданных в 1880-е годы. Позже они стали вооружёнными силами британской самоуправляющейся колонии Южная Родезия в 1923 году, а затем частью армии Федерации Родезии и Ньясаленда в 1953 году. После распада федерации в конце 1963 года, РСБ приняли свой законченный вид, который сохранялся до 1980 года.
Как вооружённые силы Родезии (название Южной Родезии с 1964 года) Родезийские силы безопасности остались верными правительству Солсбери после того, как 11 ноября 1965 года, Родезия в одностороннем порядке объявила независимость от Великобритании. Великобритания и ООН отказались признать это и считали Родезию мятежной британской колонией на протяжении всего существования республики.
РСБ воевали от имени непризнанного правительства против Африканской национально-освободительной армии Зимбабве (ZANLA) (военное крыло Зимбабвийского африканского национального союза (ZANU)) и Народно-революционной армии Зимбабве (ZIPRA) (военное крыло Союза африканского народа Зимбабве (ZAPU)) во время Войны в буше.
Ланкастерхаузская конференция 1979 года и возвращение Родезии к де-факто британскому контролю 12 декабря 1979 года полностью изменили роль Сил безопасности; в течение пятимесячного промежуточного периода они помогли британскому губернатору и Силам наблюдения Содружества сохранить порядок в Родезии, во время проведения всеобщих выборов 1980 года. После международно признанной независимости Зимбабве в апреле 1980 года Родезийские силы безопасности, ZANLA и ZIPRA были объединены в новые Силы обороны Зимбабве.

## Родезийская армия
Большинство из организации «Добровольцы Южной Родезии» (Southern Rhodesia Volunteers), принявшей участие в Первой мировой войне, было демобилизовано в 1920 году по экономическим соображениям. Последние роты были распущены в 1926 году. Закон об обороне 1927 года создал Родезийский штаб корпуса в виде регулярных сил (Rhodesian Staff Corps) и территориальные войска, а также обязательную военную подготовку.
Родезийский полк был реформирован в том же году. 1-й батальон сформирован в Солсбери в отдельной ротой Браво в Умтали и 2-й батальон в Булавайо с отдельной ротой Браво в Гвело. Между мировыми войнами, Родезийский штаб корпуса состоял из 47 человек. Британская южноафриканская полиция проходила подготовку одновременно в качестве полицейских и военных до 1954 года.
Около 10 тыс. белых южных родезийцев (15 % белого населения) приняли участие во Второй мировой войне в составе Британской армии, служа в таких подразделениях как Группа дальней пустынной разведки, Эскадрилья Королевских ВВС № 237 (No. 237 Squadron RAF), Особая воздушная служба (SAS). Из всех территорий Британской империи, родезийцы пропорционально вложили наибольший вклад людских ресурсов, превышая уровень самой Британии.
Собственные родезийские части, такие как полк Родезийских африканских стрелков (состоявших из чёрных рядовых и прапорщиков и белых офицеров) приняли участие в Восточноафриканской и Бирманской кампаниях. Во время войны южнородезийские пилоты заслужили наибольшее количество наград в Королевских ВВС. Это привело к тому, что королевская семья совершила государственный визит в колонию.
ВВС Родезии (SRAF) были созданы в 1947 году и два года спустя премьер-министр Южной Родезии Годфри Хаггинс назначил 32-летнего Теда Жаклина, пилота Supermarine Spitfire, на строительство Военно-воздушных сил на перспективу будущей независимости, после которой собственные ВВС будут играть жизненно важное значение, ввиду отсутствия у Родезии выходов к морю. Для этого были приобретены шесть De Havilland Tiger Moth, шесть North American T-6 Texan, транспортный Avro Anson и немного Dragon Rapide, перед покупкой Supermarine Spitfire из наличия Британских Королевских ВВС.
В апреле 1951 года вооружённые силы Родезии были полностью реорганизованы. Постоянные силы включавшие штаб корпуса, должны были готовить и управлять территориальными войсками. ВВС состояли из эскадрильи связи и обучали членов территориальных войск в качестве пилотов, особенно в качестве корректировщиков артиллерийского огня. Во время Войны в Малайе, Южная Родезия предоставила два подразделения для подавления повстанцев: Родезийская особая воздушная служба (Rhodesian Special Air Service) два года провела в Малайе, начиная с марта 1951 года и Родезийские африканские стрелки (Rhodesian African Rifles) действовали в течение двух лет с апреля 1956.
Колония также поддерживала женские вспомогательные службы (позже вдохновивших создание Родезийской женской службы (Rhodesia Women’s Service) и батальон родезийских стрелков, в котором участвовали члены Штабного корпуса (Southern Rhodesia Staff Corps). Территориальные войска остались полностью белыми и, в основном, воспроизводили территориальные войска времён Второй мировой войны. Они состояли из двух батальонов Королевского родезийского полка, Родезийского бронеавтомобильного полка, артиллерии, инженерных подразделений, корпуса связи, медицинского корпуса, вспомогательных ВВС и транспортного корпуса. В военное время страна также опиралась на Резерв территориальных войск и Общий резерв. Другими словами, Родезия, более или менее, вернулась к организации времён Второй мировой войны.
Регулярная армия всегда была небольшой силой, в 1978—1979 годах состоя из 10 800 постоянных членов, поддерживаемых 40 000 резервистов. Хотя регуляры состояли в основном из белых (а САС и Родезийский лёгкий пехотный полк были полностью белыми), к 1978—1979 годам основная часть прибывающих новых солдат состояла из чёрных. Армейский резерв, напротив, был в основном белым.

### Состав
Штаб-квартира родезийской армии находилась в Солсбери и командовала четырьмя бригадами пехоты, а затем специальными силами штаба с различными учебными школами и вспомогательными подразделениями. 1, 2 и 3 бригады были созданы в 1964 году и 4-я бригада в 1978 году.
- 1-я бригада — дислокация в Булавайо с зоной ответственности Матабелеленде.[16]
- 2-я бригада — дислокация в Солсбери с зоной ответственности Машоналенде.[16]
- 3-я бригада — дислокация в Умтали с зоной ответственности Маникаленде.[16]
- 4-я бригада — дислокация в Форт-Виктория с зоной ответственности в провинции Виктория[16].

Во время Войны в буше, армия имела следующий состав:
- Штаб
- 1-я бригада
- 2-я бригада
- 3-я бригада
- 4-я бригада
- Родезийский полк (8 батальонов)
- Родезийский африканский стрелковый полк (3 батальона)
- Родезийский лёгкий пехотный полк (1 батальон)
- Родезийский оборонный полк (2 батальона)
- Родезийский бронеавтомобильный полк (1 батальон)
- Эскадрон C родезийских SAS (в 1978 году стал 1-й полком SAS)
- Скауты Селуса
- Скауты Грея
- Подразделение психологических операций
- Родезийская артиллерия (один склад и один артиллерийский полк)
- Родезийский разведывательный корпус
- Родезийский армейский образовательный корпус
- Родезийский капелланский корпус
- Шесть инженерных батальонов (1-й, 2-й, 3-й, 4-й, 6-й, 7-й)
- Две службы штабов
- Два склада боеприпасов и запасов
- Две мастерские военных баз
- Два авиавзвода снабжения
- Три роты материально-технического обслуживания
- Три медицинские роты (1-я, 2-я, 5-я) и армейское медицинское подразделение
- Пять взводов военной полиции и военные тюрьмы
- Шесть платёжных рот
- Армейский архив и армейский отдел обработки данных
- Железнодорожный взвод
- Военный почтовый взвод
- Учебные заведения: Пехотная школа, 19-й учебный корпус, Военная инженерная школа, Школа связистов, Школа учебных служб, Медицинское училище, Центр профессиональной подготовки, Школа военной полиции, Финансовая школа Платёжного корпуса, Школа военного управления.

## Военно-воздушные силы
Родезийские ВВС никогда не обладали значительным парком техники и личного состава. В 1965 году в них насчитывалось всего 1200 человек. В ВВС на пике своей мощи, во время Войны в буше, было занято не более 2300 человек всех рас, но из них только 150 были лётчиками, активно участвовавших в боевых действиях. Однако эти пилоты часто переходили из эскадрильи в эскадрилью, чтобы сохранить свои навыки пилотирования на всех самолётах, а частично, чтобы облегчить деятельность товарищей-пилотов, совершавших более опасные вылазки.

## Британская южноафриканская полиция
Британская южноафриканская полиция (British South Africa Police) была первой линией обороны в Родезии, наделённая особой ответственностью поддержания правопорядка в стране.

## Министерство внутренних дел
Сотрудники Министерства внутренних дел Родезии (INTAF) активно участвовали в осуществлении таких гражданских мер как программа защиты деревень.

## Охранные силы
Охранные силы (Guard Force) были четвёртой рукой Родезийских сил безопасности. Они состояли из чёрно-белых войск, чья первоначальная роль заключалась в организации защиты деревень в Системе охраняемых поселений (Protected Village system). На последних этапах Войны в буше, они сыграли значимую роль в защите, принадлежащих белым, сельхозугодий, племенных земель и других стратегических объектов. Они также создали два пехотных батальона и предоставляли войска для всех нужд войны в каждой из оперативных областей. Это была огромная сила, насчитывающая свыше 7200 человек. Штаб-квартира Охранных сил находилась в Норт-авеню, Солсбери. Их учебное заведение было основано в Чикуруби в Солсбери.

## Комбинированные операции
Война в буше требовала координации действий всех силовых органов. Поэтому стало чрезвычайно важно создать в Солсбери координирующую организацию, известную под названием «Комбинированные операции» (Combined Operations (COMOPS)), чтобы координировать усилия каждой службы. Родезийская армия занимала ведущее место в Комбинированных операциях и отвечала за проведение всех операций как внутри, так и за пределами Родезии. COMOPS непосредственно руководит «Совместными оперативными центрами» (Operational Centres (JOCs)), развёрнутыми по всей стране в каждой из оперативных областей. На каждую операционную зону был установлен «Совместный оперативный центр».
Оперативные области были известны как:
- «Ураган» — северо-восточная граница, создана в декабре 1972 года;
- «Трэшер» — восточная граница, создана в феврале 1976 года ;
- «Репульс» — юго-восточная граница, создана в мае 1976 года;
- «Тангент» —Матабелеленд, создана в августе 1976 года;
- «Грэппл» — Мидлендс, создана в августе 1977 года;
- «Сплинтер» — Кариба, создана в июне 1978 года;
- «Салопс» — Солсбери и вокруг него, создана в 1978 году.